# Slaves (Britse band)
SOFT PLAY, eerder bekend als Slaves, is een Britse punkband afkomstig uit Maidstone, Kent. De band werd in 2013 geformeerd door Isaac Holman (leadzanger, drummer) en Laurie Vincent (achtergrondzanger, gitarist, bassist), waarna de band anno 2020 drie studioalbums uitgebracht heeft. Hun muziek wordt omschreven als "Britse punk met ruwe bluesachtige garage-riffs".

## Discografie

### Studioalbums[3]
| Titel                 | Details                                                                                          | Hoogste positie in de hitlijsten | Certificeringen |
| Titel                 | Details                                                                                          | UK                               | Certificeringen |
| --------------------- | ------------------------------------------------------------------------------------------------ | -------------------------------- | --------------- |
| Are You Satisfied?    | - Uitgebracht: 29 mei 2015 - Label: Virgin EMI Records - Drager: lp, cd, digitale download       | 8                                | - BPI: Gold     |
| Take Control          | - Uitgebracht: 30 september 2016 - Label: Virgin EMI Records - Drager: lp, cd, digitale download | 6                                |                 |
| Acts of Fear and Love | - Uitgebracht: 17 augustus 2018 - Label: Virgin EMI Records - Drager: lp, cd, digitale download  | 8                                |                 |

### Extended plays
| Titel                     | Details                                                                                 |
| ------------------------- | --------------------------------------------------------------------------------------- |
| Sugar Coated Bitter Truth | - Uitgebracht: 19 juli 2012 - Label: Girl Fight Records - Drager: cd, digitale download |
| The Velvet Ditch          | - Uitgebracht: 18 juli 2019 - Label: Virgin EMI Records - Drager: cd, digitale download |

### Singles

#### Als hoofdartiest
| Titel                    | Jaar | Album                 |
| ------------------------ | ---- | --------------------- |
| Where's Your Car Debbie? | 2014 | Are You Satisfied?    |
| Hey                      | 2014 | Are You Satisfied?    |
| The Hunter               | 2014 | Are You Satisfied?    |
| Feed The Mantaray        | 2015 | Are You Satisfied?    |
| Cheer Up London          | 2015 | Are You Satisfied?    |
| "Sockets"                | 2015 | Are You Satisfied?    |
| Spit It Out              | 2016 | Take Control          |
| Take Control             | 2016 | Take Control          |
| Cut and Run              | 2018 | Acts of Fear and Love |
| Chokehold                | 2018 | Acts of Fear and Love |
| Magnolia                 | 2018 | Acts of Fear and Love |

#### Als uitgelichte artiest
| Titel                                            | Jaar | Album                                   |
| ------------------------------------------------ | ---- | --------------------------------------- |
| Control (Chase & Status met Slaves)              | 2016 | Tribe                                   |
| Momentary Bliss (Gorillaz met Slowthai & Slaves) | 2020 | Song Machine, Season One: Strange Timez |